# Stolpe an der Peene
Stolpe an der Peene è un comune del Meclemburgo-Pomerania Anteriore, in Germania.

## Storia
Il 1º dicembre 2014 il comune di Stolpe assunse la nuova denominazione di “Stolpe an der Peene” (letteralmente: “Stolpe sulla Peene”, dal nome dell'omonimo fiume).